# ك. ر. ميرا
ك. ر. ميرا (بالهندية: के॰आर॰ मीरा؛ بالإنجليزية: K.R Meera) هي صحفية وكاتِبة هندية، ولدت في 19 فبراير 1970 في Sasthamkotta ‏ في الهند.